# تلمبه استاد محمدعلی ناوکی
تلمبه استاد محمدعلی ناوکی، روستایی در دهستان نجف‌آباد از توابع بخش مرکزی شهرستان سیرجان در استان کرمان است.